# Shaqir Haruni
Shaqir Haruni (ur. 27 maja 1999 we Wlorze) – albański piłkarz, grający na pozycji napastnika. W sezonie 2021/2022 zawodnik FC Laberii.

## Kariera klubowa
Jego pierwszym klubem było Flamurtari, lecz zanim tam zadebiutował, poszedł na wypożyczenie do KSu Korabi 12 października 2017 roku. Powrócił 8 lutego 2018 roku.
We Flamurtari zadebiutował 10 kwietnia 2019 roku w meczu przeciwko KFowi Teuta, wygranym 3:1, wchodząc na ostatnią minutę meczu. Pierwszego gola strzelił 22 września 2019 roku w meczu przeciwko KFowi Laçi, zremisowanym 3:3. Shaqir Haruni strzelił gola w 85. minucie. Łącznie dla Flamurtari zagrał 34 ligowe mecze i strzelił 2 bramki.
1 września 2020 roku trafił do KF Oriku.
1 lipca 2021 roku został zawodnikiem FC Laberii. 